# Ryszard Kulman
Ryszard Tadeusz Kulman (ur. 13 kwietnia 1947 w Grabownicy Starzeńskiej, zm. 23 czerwca 2011 w Sanoku) – polski poeta, prozaik, krytyk literacki. Z zawodu technik mechanik, pracownik fabryki autobusów, przedsiębiorca.

## Życiorys
Absolwent technikum dla pracujących w Zespole Szkół Mechanicznych w Sanoku z 1973 (z tytułem technika mechanika, specjalność: obróbka skrawaniem). Był wieloletnim pracownikiem Sanockiej Fabryki Autobusów „Autosan”, pracował na stanowisku kierowcy-mechanika i w dziale serwisowym. Później założył także prywatną działalność przedsiębiorczą.
Debiutował w „Prometeju” (1978). W tym samym roku otrzymał nagrodę w konkursie o „Laur Prometeja”. W 1984, wraz z innym sanockim poetą Romanem Bańkowskim, założył oddział Robotniczego Stowarzyszenia Twórców Kultury w Sanoku i został jego przewodniczącym. W latach 80. jako mechanik serwisu SFA „Autosan” przebywał w Angoli (zakupiono tam sanockie autobusy dla służb medycznych), a pobyt tamże stał się dla niego inspiracją przy tworzeniu wierszy. Ilustracje do ostatniego tomiku wykonała córka poety, Izabela). W 1988 otrzymał Nagrodę Dyrektora Wydziału Kultury i Sztuki Urzędu Wojewódzkiego w Krośnie. Za ostatni tomik w 2010 otrzymał nagrodę Związku Literatów Polskich "Złote Pióro" za rok 2009. Współpracował z pismem „Nowa Okolica Poetów”. Jego wiersze zostały opublikowane w albumie „Natchnieni Bieszczadem. Antologia poezji„ z 2008. Napisał nieopublikowany cykl opowiadań „Brzuch baobabu” stworzony na podstawie pobytu w Afryce. Należał do Kręgu Klubu Literackiego „Połoniny w Sanoku” (publikował na łamach almanachu Klubu Literackiego „Połoniny”), Związku Literatów Polskich od 1999, Stowarzyszenia Pisarzy Polskich. Członek władz Korporacji Literackiej w Sanoku.
Bezskutecznie ubiegał się o mandat radnego Rady Miasta Sanoka w wyborach samorządowych 2010 startując z listy Platformy Obywatelskiej.

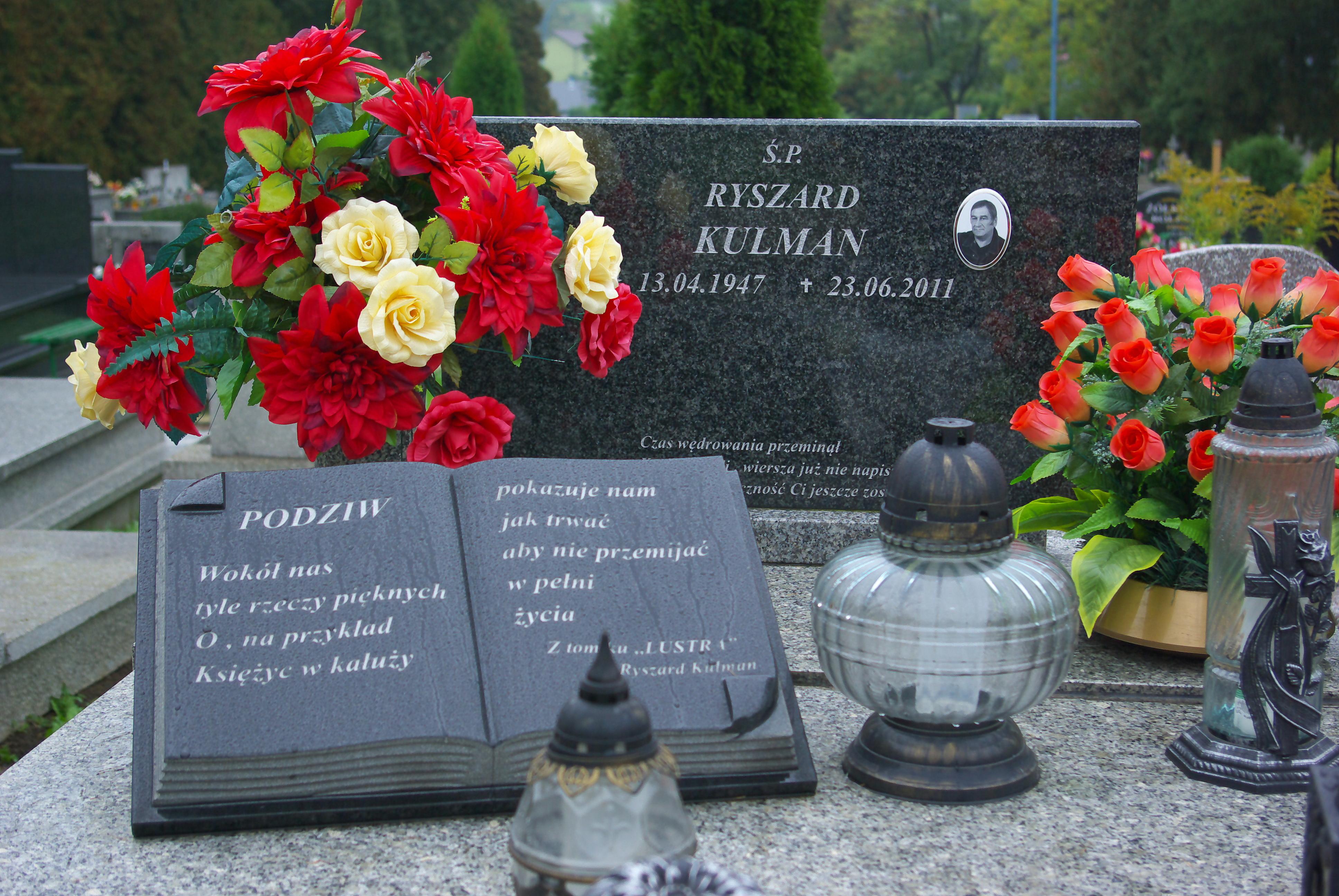
Nagrobek Ryszarda Kulmana wraz z cytatami jego twórczości

Był żonaty z Haliną, miał dwie córki, Edytę i Izabelę. Zmarł 23 czerwca 2011 w Sanoku. 27 czerwca 2011 został pochowany na Cmentarzu Centralnym w Sanoku.
Związany z Sanokiem poeta Jan Szelc napisał wiersze zadedykowane Ryszardowi Kulmanowi: pt. Maria Luiza (wydany w tomiku poezji pt. Gwiazda Małej Rawki w 1993) oraz pt. Obraz z Murzynką (wydany w tomiku poezji pt. Odmawiam góry w 2004).

## Publikacje
Tomiki poezji
- Cokolwiek się stanie (1982)
- Słodki głód (1989)
- Lustra (1998)
- Wszystkie kobiety (2009, Podkarpacki Instytut Książki i Marketingu, Rzeszów)